# Fighting
Fighting címmel jelent meg az ír Thin Lizzy hard rock zenekar ötödik nagylemeze 1975. szeptember 12-én. A lemezt a Vertigo Records adta ki, a kanadai és az amerikai terjesztést pedig a Mercury Records végezte. Az album produceri munkálatait Phil Lynott egymaga végezte el, amire korábban nem volt példa a zenekar történetében. Zeneileg egy keményebb, a hard rock irányába mutató album született, amelyen kezdett kikristályosodni a zenekar későbbi, az ikergitáros harmóniákat nagymértékben felhasználó jellegzetes stílusa. A lemez megalapozta a zenekar későbbi sikereit, amiben nagy szerepet játszott a Rosalie című Bob Seger dal feldolgozása is. Ugyan a kislemez nem aratott jelentős sikert, de maga a nagylemez a 60. helyig jutott a brit albumlistán. 2012-ben újrakiadásra került az album egy 2 CD-s verzióban, a második diszken bónuszdalokkal.

## Háttér
A Nightlife album kiadását követően ismét turnéra indult a zenekar, első ízben érintve az Amerikai Egyesült Államokat is. Itt Bob Seger és a Bachman-Turner Overdrive előtt léptek színpadra, majd 1975 tavaszán stúdióba vonultak, hogy rögzítsék az ötödik nagylemezt. A helyszín ismét a Londonban található Olympic Studios volt, a produceri munkálatokat azonban Lynott egymaga végezte el, mivel a zenekar nem volt megelégedve az előző album lágyabb hangzásával. Ugyan megmaradtak a zenekarra jellemző blues és a kelta folkos dallamok is, azonban minden korábbinál hangsúlyosabb szerepet kaptak a hard rock keménységű riffek, valamint az ikergitáros melódiák. A zenekar ekkorra már egy összeszokott tagságot mutatott, melynek zenéjében a hard rock, a folk, a pop és a rhythm and blues elemei is megtalálhatóak voltak.
Az albumon hallható a Suicide című dal, melyet a zenekar eredeti felállása is játszott, sőt a BBC számára el is játszották 1973 júliusában. Ekkoriban gyakran változó szöveggel játszották, valamint hiányzott belőle a lemezen hallható verzióból ismert középrész. A címe pedig Baby's Been Messing volt. Rögzítettek egy Half-Caste című szerzeményt ami lemaradt az albumról, így a Rosalie kislemez B oldalán jelent meg. 
Úgyszintén lemaradt az albumról a Try a Little Harder című szerzemény, amelyet először a Vagabonds Kings Warriors Angels című gyűjteményes kiadványon ismerhettek meg a rajongók 2002-ben. Érdekesség, hogy a dalszerzési munkálatokból nemcsak Lynott, de a zenekar többi tagja is aktívan kivette a részét, így a lemezen két olyan dal is hallható (Silver Dollar, Ballad of a Hard Man) melyekben nincs feltüntetve szerzőként a basszusgitáros/énekes. Erre korábban csak a Ray-Gun című dal esetében volt példa, amely az 1971-es debütáló albumon szerepelt.
A lemezen olyan ismertebb Thin Lizzy dalok is hallhatóak, mint a Rosalie, a Suicide vagy a Wild One, melyekben már hallható volt a védjegyüknek számitó kétgitáros harmóniajáték. Visszaemlékezésük szerint ebben a véletlen is közrejátszott, mivel  Brian Robertson-nak mindössze egy gitársávot kellett volna megdupláznia, ő azonban kicsit „megcsúszott” a feljátszással, ezzel a bakival viszont egy teljesen egyedi sound-ot hozott létre. Emellett az album zeneileg egymástól eltérő stílusú dalokat is felsorakoztatott. Legyen szó Queen hatásokat mutató,ragtime és dixieland stílusokkal kevert rock and roll szerzeményről (Silver Dollar), vagy dinamikai és hangulatváltásokkal terhelt szintén Queen hatásokat mutató rockdalról (King’s Vengeance, Ballad of a Hard Man). Emellett jelen vannak a kelta dallamok (Freedom Song, For Those Who Love To Live), valamint a húzós, hard rock dalok is (Rosalie, Fighting My Way Back).

## Fogadtatás, feldolgozások
Ugyan a Rosalie kislemezként mérsékelt sikert aratott, de a nagylemez az Egyesült Királyságban a 60. helyig jutott, ami a zenekar addigi legjobb eredményének számított. Az album nagyrészt pozitív kritikákban részesült, a rajongók és a kritikusok is úgy hivatkoznak rá, mint az együttes klasszikus korszakát megalapozó albumra, melyen megtalálta az együttes a saját hangját.Stephen Thomas Erlewine az AllMusic kritikusa 4.5 ponttal jutalmazta a lehetséges ötből, hozzátéve, hogy elődjével ellentétben ezennel egy feszült és kemény album született, melyen figyelemreméltó a két gitáros összjátéka, valamint Lynott teljesítménye, aki ezennel teljesen virágzik, mint egy rock n' roll költő. Hozzátette, hogy a Thin Lizzy megkezdte klasszikus korszakát ezzel a dinamikus LP-vel.
Eduardo Rivadavia az ultimateclassicrock.com oldalon közölt cikkében szintén pozitívan nyilatkozott az albumról, kifejtve, hogy a lemez előkészítette a terepet az áttörést jelentő Jailbreak című album számára.
Geoff Barton a Sounds kritikusa és a későbbi metal magazin a Kerrang! alapítója megjelenésekor úgy jellemezte az albumot, mint amelyből hiányzik a valódi energia és agresszió. Elmondása szerint a zenekar második albuma az új, kétgitáros felállással egy megfelelő rockalbum, de nem több. Ennek kapcsán elmesélt egy történetet, melyet karrierjének egyik emlékezetes pillanataként jellemzett később: A következő hónapban megnéztem a Lizzy-t. Lynott két dal között felszólalt a róluk negatívan cikkező rockkritikusok ellen, én meg azon tűnődtem, vajon tudja-e, hogy a közönségben vagyok. Mondandója után vállat vont, majd mosolyogva közölte, hogy a következő dal Geoff Bartonnak szól, a címe pedig: Still In Love With You.
John Norum a Europe gitárosa a Wild One című dalt dolgozta fel, 1987-ben megjelent debütáló Total Control című albumán. A Europe pedig a Suicide dalt játszotta el, a 2008-ban megjelent Almost Unplugged albumán.

## Számlista
| 1. | Rosalie (Bob Seger feldolgozás) |                     | 3:11 |
| 2. | For Those Who Love to Live      | Downey, Phil Lynott | 3:08 |
| 3. | Suicide                         | Lynott              | 5:12 |
| 4. | Wild One                        | Lynott              | 4:18 |
| 5. | Fighting My Way Back            | Lynott              | 3:12 |

| 6.  | King's Vengeance     | Scott Gorham, Lynott | 4:08 |
| 7.  | Spirit Slips Away    | Lynott               | 4:35 |
| 8.  | Silver Dollar        | Brian Robertson      | 3:26 |
| 9.  | Freedom Song         | Gorham, Lynott       | 3:32 |
| 10. | Ballad of a Hard Man | Gorham               | 3:14 |

### Remaszterizált kiadás
2012. március 12-én jelent meg a remaszterizált 2 CD-s újrakiadás.
| 2. lemez (bónuszdalok) | 2. lemez (bónuszdalok)                                 | 2. lemez (bónuszdalok) | 2. lemez (bónuszdalok) | 2. lemez (bónuszdalok) | 2. lemez (bónuszdalok) | 2. lemez (bónuszdalok) | 2. lemez (bónuszdalok) | 2. lemez (bónuszdalok) | 2. lemez (bónuszdalok) |
| #                      | Cím                                                    | Hossz                  |                        |                        |                        |                        |                        |                        |                        |
| ---------------------- | ------------------------------------------------------ | ---------------------- | ---------------------- | ---------------------- | ---------------------- | ---------------------- | ---------------------- | ---------------------- | ---------------------- |
| 1.                     | Half Caste (Rosalie kislemez B oldalas dala)           | 3:39                   |                        |                        |                        |                        |                        |                        |                        |
| 2.                     | Rosalie (USA verzió)                                   | 2:57                   |                        |                        |                        |                        |                        |                        |                        |
| 3.                     | Half Caste (BBC előadás 1975. május 29-én.)            | 3:52                   |                        |                        |                        |                        |                        |                        |                        |
| 4.                     | Rosalie (BBC előadás 1975. május 29-én.)               | 3:15                   |                        |                        |                        |                        |                        |                        |                        |
| 5.                     | Suicide (BBC előadás 1975. május 29-én.)               | 5:19                   |                        |                        |                        |                        |                        |                        |                        |
| 6.                     | Ballad of a Hard Man (hamis kezdéssel, ének nélkül)    | 4:08                   |                        |                        |                        |                        |                        |                        |                        |
| 7.                     | Try a Little Harder (alternatív énekkel)               | 4:08                   |                        |                        |                        |                        |                        |                        |                        |
| 8.                     | Fighting My Way Back (nyers keverés,lternatív énekkel) | 3:24                   |                        |                        |                        |                        |                        |                        |                        |
| 9.                     | Song for Jesse (ének nélkül)                           | 2:14                   |                        |                        |                        |                        |                        |                        |                        |
| 10.                    | Leaving Town (akusztikus, ének nélkül)                 | 4:52                   |                        |                        |                        |                        |                        |                        |                        |
| 11.                    | Blues Boy                                              | 4:34                   |                        |                        |                        |                        |                        |                        |                        |
| 12.                    | Leaving Town (hosszú verzió)                           | 5:52                   |                        |                        |                        |                        |                        |                        |                        |
| 13.                    | Spirit Slips Away (hosszú verzió)                      | 5:31                   |                        |                        |                        |                        |                        |                        |                        |
| 14.                    | Wild One (ének nélkül)                                 | 4:18                   |                        |                        |                        |                        |                        |                        |                        |
| 15.                    | Bryan's Funky Fazer (Silver Dollar)                    | 3:38                   |                        |                        |                        |                        |                        |                        |                        |
| 61:41                  |                                                        |                        |                        |                        |                        |                        |                        |                        |                        |

## Kislemezek
- Rosalie / Half Caste – 1975. június 27.
- Wild One / For Those Who Love to Live – 1975. október 17.

Az USA-ban és Kanadában a Wild One a Freedom Song kislemez B oldalán jelent meg, míg Görögországban a Rosalie volt B oldalas kislemez dal.

## Közreműködők
Thin Lizzy
- Phil Lynott – basszusgitár, ének, akusztikus gitár a Wild One c. dalban, producer
- Scott Gorham – gitár
- Brian Robertson – gitár, háttérvokál, zongora a Song for Jesse c. dalban.
- Brian Downey – dob, ütőhangszerek

Vendégzenészek
- Roger Chapman (Family) – vokál a Rosalie c. dalban.
- Ian McLagan (The Faces) – zongora a Rosalie és a Silver Dollar c. dalokban.

Produkció
- Keith Harwood – hangmérnök, keverés
- Jeremy Gee – hangmérnök asszisztens
- Gilbert Kong – maszter

## Helyezések
| Év   | Lista                   | Pozicíó |
| ---- | ----------------------- | ------- |
| 1975 | Svéd lemezeladási lista | 49      |
| 1975 | Brit albumlista         | 60      |